# 우치고촌 (야마가타현)
우치고촌(内郷村)은 야마가타현 아쿠미군에 있던 촌이다. 현재의 사카타시의 남동부, 사가미강, 아이자와강 좌안에 해당한다.

## 역사
- 1889년 4월 1일 - 정촌제 시행에 의해 12촌의 구역을 가지고 성립하였다.
- 1955년 1월 1일 - 마쓰미네정, 가미고촌과 합병해 마쓰야마정이 성립, 동일 우치고촌은 폐지되었다.

## 참고문헌
- 角川日本地名大辞典 6 山形県